# Elga Andersen
Elga Andersen, właśc. Helga Hymmen (ur. 2 lutego 1935 w Dortmundzie, zm. 7 grudnia 1994 w Nowym Jorku) – niemiecka aktorka filmowa i telewizyjna. 

## Wybrana filmografia
- 1957: Miłość po południu (Love in the Afternoon), reż. Billy Wilder
- 1958: Witaj, smutku (Bonjour Tristesse), reż. Otto Preminger
- 1958: Windą na szafot (Ascenseur pour l'échafaud), reż. Louis Malle
- 1961: Czarny monokl (Le Monocle noir), reż. Georges Lautner
- 1968: Più tardi Claire, più tardi..., reż. Brunello Rondi
- 1970: Sex-Power, reż. Henry Chapier
- 1971: Le Mans, reż. Lee H. Katzin
- 1971: Urlop w więzieniu (Detenuto in attesa di giudizio), reż. Nanni Loy
- 1999: Wąż (Le Serpent), reż. Henri Verneuil